# Casse-pipe
Pour les articles homonymes, voir Casse-pipe (homonymie).
 (juillet 2019).
- Si vous ne connaissez pas le sujet, laissez ce bandeau (vous pouvez alors contacter les auteurs).
- Si vous supprimez le contenu mis en cause (vous pouvez préalablement contacter les auteurs),

argumentez précisément cette suppression dans la page de discussion
(un manque de référence n'est pas un argument ; une recherche réelle de référence doit avoir été effectuée, être formellement documentée).
Casse-pipe est un roman inachevé et largement autobiographique de Louis-Ferdinand Céline publié pour la première fois dans le no 5 de la revue Les Cahiers de la Pléiade à l'été 1948 sous le titre Le Casse-pipe, puis aux éditions Frédéric Chambriand en 1949.
La découverte, par Jean-Pierre Thibaudat en 2021, de 600 feuillets inédits devrait prochainement compléter ce roman qui de seulement une centaine de pages actuellement passerait à plus de 400 pages. Antoine Gallimard souhaite rééditer Casse-pipe en collection blanche dès septembre 2022, car ce serait « une quasi nouveauté ».
L'auteur, engagé volontaire le 28 septembre 1912 dans le 12e régiment de cuirassiers (devenu dans le roman le 17e régiment), cantonné à Rambouillet, relate, sur le ton tragi-comique et imagé qui fit sa célébrité, son arrivée au régiment dans la nuit du 3 octobre 1912 et les débuts de son incorporation.
Casse-pipe peut être vu comme un vivant documentaire sur la cavalerie dans l'armée française du début du XXe siècle.

## Division de l'œuvre
Globalement, le roman se divise en deux parties : 
- La première relate la première nuit du héros (Ferdinand, 18 ans) à son arrivée, par une nuit de grand vent et sous une pluie battante, au poste de garde du 17e régiment de cuirassiers, corps d'élite de la cavalerie française et plus particulièrement de la cavalerie lourde. Il se retrouve au milieu de Bretons[Note 1] mal réveillés vautrés dans la paille de leurs bat-flancs, dans une puanteur effroyable[5], et d'emblée en butte aux vexations du sous-officier de semaine, le maréchal-des-logis Rancotte[Note 2]  furieux d'avoir été dérangé en pleine nuit. Le jeune Ferdinand, encore en civil, est incorporé à la patrouille qui est envoyée par Rancotte, sous la pluie, dans différents lieux du quartier : la tempête a affolé les chevaux[Note 3], certains ont fugué, et il faut relever des hommes de garde. Mais le brigadier Le Meheu a perdu le mot de passe, et ne peut relever l'homme de garde à la poudrière[Note 4]. Le Meheu quitte son groupe pour tenter de retrouver ce mot en cachette du maréchal-des-logis Rancotte, et les hommes se tapissent dans une écurie en attendant le retour de leur chef. Le garde-écurie les cache entre le mur et le gigantesque coffre à avoines, et retourne à sa corvée incessante : collecter les crottins dès leur émission...Cependant l'escouade trempée s'amoncelle et s'endort [Note 5]. Puis la soif et l'étouffement réveillent les hommes : Ferdinand doit arroser son entrée dans le monde viril, et payer à boire. Le palefrenier leur vend des  litres de blanc, qu'il sort de dessous l'avoine. L'escouade sera finalement débusquée par Rancotte, et ramenée au poste de garde en compagnie de Le Maheu, qui de son côté en a profité pour se saouler[Note 6]...
- La deuxième partie serait la crise d'épilepsie[Note 7] d'un autre engagé volontaire, face à l'ignorance et l'indifférence de la quasi-totalité des autres hommes.
- Enfin la diane retentit dans le petit jour blafard, mais les notes aiguës de la trompette n'annoncent pas la fin du cauchemar : Ferdinand a signé pour trois ans. Rancotte fait aligner les hommes sous la pluie, fait un brin de toilette « au crachat », donne l'ordre à Ferdinand de lui cirer les bottes en vitesse, et « tue le ver » pour bien commencer la journée : « le temps de piquer le cric sur la table, il s'en était jeté un petit coup, une rincette de gniole, au bidon. Sauvette ! Il en soufflait de chaleur... ».  Comme le dit Ferdinand[6] : « Quel noble métier que le métier des armes. Au fait les vrais sacrifices consistent peut-être dans la manipulation du fumier à la lumière blafarde d'un falot crasseux ?... »

## Portée autobiographique
Comme dans Casse-pipe, et c'est pourquoi l'œuvre est souvent éditée avec le Carnet du cuirassier Destouches, Céline a lui-même été engagé volontaire au sein d'un régiment de cavalerie, avec lequel il participe à la Première Guerre mondiale et est grièvement blessé dès les premiers combats de 1914, événement décisif pour ses futures orientations politiques et littéraires, puisque c'est à partir de ces premiers jours de guerre qu'il revendique plus tard des idées pacifistes, que l'on retrouve dans son premier roman, Voyage au bout de la nuit.
La question de l'exactitude se pose rapidement pour les biographes de Céline quant à savoir quelle est la part de vrai et de faux dans son œuvre. Pour Bardamu, l’alter-égo de l’écrivain dans le Voyage, Le contexte social est cohérent : il a 18 ans, et n'est pas issu d'un milieu traditionnellement anti-militariste, mais est plutôt petit-bourgeois. Au début de son premier roman, il dit qu'il se trouvait, par un chaud après-midi (de la fin de septembre 1912) à une terrasse de café, place Clichy, à Paris. Il refaisait le monde avec Arthur, un ami de son âge quand « ...voilà-t-y pas que juste devant le café où nous étions attablés un régiment se met à passer, et avec le colonel par-devant sur son cheval et même qu'il avait l'air bien gentil et richement gaillard, le colonel ! Moi, je ne fis qu'un bond d'enthousiasme. "J'vais voir si c'est ainsi !" que je crie à Arthur, et me voilà parti m'engager, et au pas de course encore ».... Céline fait se rappeler à son personnage à quel point il fut « content de l'effet de [s]on héroïsme sur tout le monde qui nous regardait », et qu'il « tourne la rue avec le régiment derrière le colonel et sa musique. » Ensuite « On a marché longtemps », sous les acclamations « des civils et leurs femmes qui nous poussaient des encouragements, et qui nous lançaient des fleurs, des terrasses... ». Mais la marche se prolonge, la fatigue et le désenchantement gagnent, « J'allais m'en aller. Mais trop tard ! Ils avaient refermé la porte en douce derrière nous les civils. On était faits, comme des rats. » Dans la réalité, Céline s'est engagé par devancement d'appel, et non dans ce contexte de défilé militaire.
Dans le second chapitre du Voyage au bout de la nuit, Céline décrit, à travers l’expérience de son personnage, Bardamu, la débâcle que fut pour les soldats de la cavalerie lourde les premiers mois de la guerre de 1914-1918 : après deux ans d'un dur apprentissage, « ils nous firent monter à cheval et puis au bout de deux mois qu'on était là-dessus, remis à pied. » C'est que la cavalerie, même lourde, ne peut rien contre les barbelés et les mitrailleuses. Et Céline décrit comment le colonel qu'il accompagne reste obstinément debout sur une route : cible parfaite, avec son casque doré à plumet et sa cuirasse, pour les Allemands qui tirent sur lui au fusil, puis à la mitrailleuse, puis au canon.

## Style et partie manquante
Cette œuvre relativement courte d'une centaine de pages, est révélatrice du style de Céline : pour retranscrire à l'écrit le langage parlé de l'époque, il emploie fréquemment les points d'exclamation, de suspension, et l'argot populaire du début du XXe siècle. Le tout donne à Casse-pipe une dimension à la fois comique et virulente, voire violente.
La partie manquante du manuscrit a vraisemblablement été saisie dans l'appartement de Céline à Montmartre, en 1944, peu après la fuite de l'écrivain vers Sigmaringen. Elle refait surface publiquement en août 2021, avec la redécouverte des pages volées à Montmartre et conservées par une source inconnue, qui les a transmises « il y a de nombreuses années » au journaliste de Libération Jean-Pierre Thibaudat, qui n'a pas révélé l'origine des feuillets.

## Postérité
Le groupe Casse-Pipe, fondé sur la rencontre entre Louis-Pierre Guinard et Philippe Onfray autour du chant de mutinerie La Chanson de Craonne, et dont le répertoire est directement inspiré ou repris de la chanson réaliste ou noire des années 1930, a pris explicitement ce nom en référence à ce roman.
En 1989, une version illustrée par Tardi de ce texte fut publiée,.